# Monte d'Accoddi
El santuario de Monte d'Accoddi, también conocido como zigurat de Monte d'Accoddy o zigurat sardo, es un monumento megalítico descubierto en 1954 cerca de la ciudad de Sassari en Cerdeña, a 11 km de la carretera a Porto Torres. 

## Historia
El monumento, único en el Mediterráneo, fue construido en Cerdeña en la segunda mitad del cuarto milenio a. C., durante el Neolítico Medio, por los representantes de la cultura Ozieri, que estaba en contacto con el Mediterráneo Oriental, en particular, con la Creta minoica. El monumento fue completado repetidamente. Las últimas extensiones del templo se hicieron en la era de la cultura posterior de Abealzu-Filigos. 
En la etapa más temprana, varios asentamientos de la cultura Ozieri, que consisten en casas cuadradas, surgieron en el área de este monumento. Estos asentamientos incluían una necrópolis que consistía en tumbas subterráneas del tipo Domus de Janas, así como, aparentemente, un santuario que incluía un menhir, losas de piedra para sacrificios y bolas de piedra (probablemente simbolizando el Sol y la Luna). También puede haber cumplido una función de observación, ya que su plan cuadrado está coordinado con los puntos cardinales de la brújula.
Las excavaciones arqueológicas de las capas calcolíticas de Abealzu-Filigosa indican que el Monte d'Accoddi se utilizó para el sacrificio de animales, con restos de ovejas, vacas y cerdos recuperados en proporciones casi iguales. Es uno de los primeros sitios de sacrificios conocidos en Europa occidental, que proporciona información sobre el desarrollo ritual en la sociedad prehistórica y le otorga una designación como "el monumento de culto más singular en el Mediterráneo occidental temprano".
Con base en la evidencia arquitectónica, los depósitos rituales y la cerámica, G. y M. Webster han defendido recientemente el estado del monumento como producto de un evento migratorio (probablemente un exilio) iniciado desde Mesopotamia, durante la primera mitad del cuarto milenio antes de Cristo.